# Hubert Melis
Hubert Melis (Antwerpen, 25 maart 1872 - De Panne, 7 april 1949) was ambtenaar van de stad Antwerpen en Vlaams schrijver.

## Levensloop
Melis was de zoon van een timmerman. Hij liep school in het Antwerps atheneum, waar hij o.m. Pol De Mont als leraar had. Hij richtte in 1890, samen met Victor de Meyere (1873-1938), Edmond van Offel (1871-1959) en Marten Rudelsheim (1873-1920) het studentenblad De Strijd op. Samen met Alfons de Ridder (Willem Elsschot) en Ary Delen (1883-1960) stond hij aan de wieg van het studentengenootschap Flandria. 
In 1895 trad hij in dienst van de stad Antwerpen, op voorspraak van Max Rooses. Hij werd secretaris van burgemeester Jan van Rijswijck en vervolgens kabinetschef van de burgemeesters Alfons Hertogs en Jan De Vos.
Op basis van zijn Vlaamsgezindheid werd hij in december 1914, onder Duitse bezetting, tot stadssecretaris van Antwerpen benoemd. Hij liet zich onder de oorlog als sympathisant van het activisme kennen en werd dan ook in 1918 afgezet. Ondanks pogingen, werd hij nooit in zijn ambt hersteld, maar vanaf 1925 ontving hij wel een pensioen.
Lieven Gevaert zorgde voor een nieuwe betrekking, door hem secretaris te doen benoemen van het Vlaams Economisch Verbond (1927-1934). Onder zijn impuls werden bestaande diensten uitgebreid (bibliotheek, plaatsingsbureau voor kaderleden, documentatiedienst, solvabiliteitsdienst, juridische dienst), andere nieuw opgericht zoals in 1930 de compensatiekas voor gezins- en kindertoelagen.
In december 1940 verleende de Antwerpse gemeenteraad hem de titel van erestadssecretaris. Hij werd ook lid van de zogenaamde Bormscommissie en ontving er een vergoeding van. Dit leidde in 1944 opnieuw tot vervolging en inbeslagname van goederen.
Melis was actief als letterkundige. Hij publiceerde gelegenheidsgedichten, onder meer in De Vlaamsche Gids, De Schelde en Het Nederlandsch Tooneel. Van zijn verzen werden er heel wat op muziek gezet, onder meer door Peter Benoit, Flor Alpaerts, Jan Blockx, Emile Wambach en Emiel Hullebroeck.
Een zoon van hem was Jan Melis (1902-1974), auteur en uitgever van kinderboeken.

## Publicaties
- Peter Benoit. Eenige woorden over zijn leven, zijne werken en zijne school, monografie, Antwerpen, 1892.
- Gedichten, Aalst, 1894.
- Frans Gittens, monografie, 1894.
- Najaarsgrillen, blijspel, Antwerpen, 1898.
- Onweer, blijspel, 1896, Antwerpen.
- Schuldeloos, boerendrama, Antwerpen, 1896.
- Koning Hagen, historisch drama, Antwerpen, 1897.
- Tortelduiven, komedie, Antwerpen, 1901.
- Het schuttersfeest, zangspel, Antwerpen, 1901.
- De Brabandsche schoolmeester, eenakter , Antwerpen, 1901.
- De vrouwkens van Brugge, zangspel, Antwerpen, 1901.
- Maria van Bourgondië, historische roman, Antwerpen, 1903.
- Vlaamsch leven. De vlaamsche beweging, de vlaamsche letterkunde, het vlaamsch tooneel, de vlaamsche toonkunst, monografie, Antwerpen, 1904.
- Een nieuw leven, komedie, Antwerpen, 1905.
- Een brombeer, eenakter, Antwerpen, 1905.
- De vader, eenakter, Antwerpen, 1906.
- De gekroonde laars, Antwerpen, 1907.
- Onafhankelijk België (1830-1905), monografie, Antwerpen, 1909.
- Moeder Tonia, landelijk zangspel in één bedrijf, Antwerpen, 1910.
- Het lied van Heer Halewijn, ‘metrische overzetting’, Antwerpen, 1912.
- Shylock, libretto naar Shakespeares Merchant of Venice, muziek Flor Alpaerts, voor de Vlaamsche Opera van Antwerpen, 1913.
- Zonnige dreven, Antwerpen, 1904.
- Reinaert de Vos, bewerking, Antwerpen, De Sikkel, 1926.
- Reizen te water en te land in: Toerisme, 1934.